# Nicoreşti
Nicoreşti é uma comuna romena localizada no distrito de Galaţi, na região de Moldávia. A comuna possui uma área de 86.64 km² e sua população era de 4141 habitantes segundo o censo de 2007.